# Linia kolejowa Białogard Miasto – Świelino
Linia kolejowa Białogard Miasto – Świelino – rozebrana linia kolejowa wąskotorowa łącząca Białogard ze Świelinem. Otwarcie linii nastąpiło 1 listopada 1905 roku. Miała ona wówczas rozstaw normalnotorowy wynoszący 1435 mm. W 1945 roku nastąpiło zamknięcie dla ruchu pasażerskiego i towarowego. Otworzono go ponownie 7 października 1948 roku z jednoczesną zmianą prześwitu torów na 1000 mm. W latach 70. rozebrano odcinek Białogard Miasto – Białogard Wąskotorowy. W 1996 roku zamknięto ruch pasażerski i towarowy na pozostałej części linii Białogard Wąskotorowy – Moczyłki. Przed 2004 rokiem nastąpiło rozebranie odcinka Białogard Wąskotorowy – Moczyłki, natomiast Moczyłki – Świelino jest nieprzejezdny.

## Zobacz też

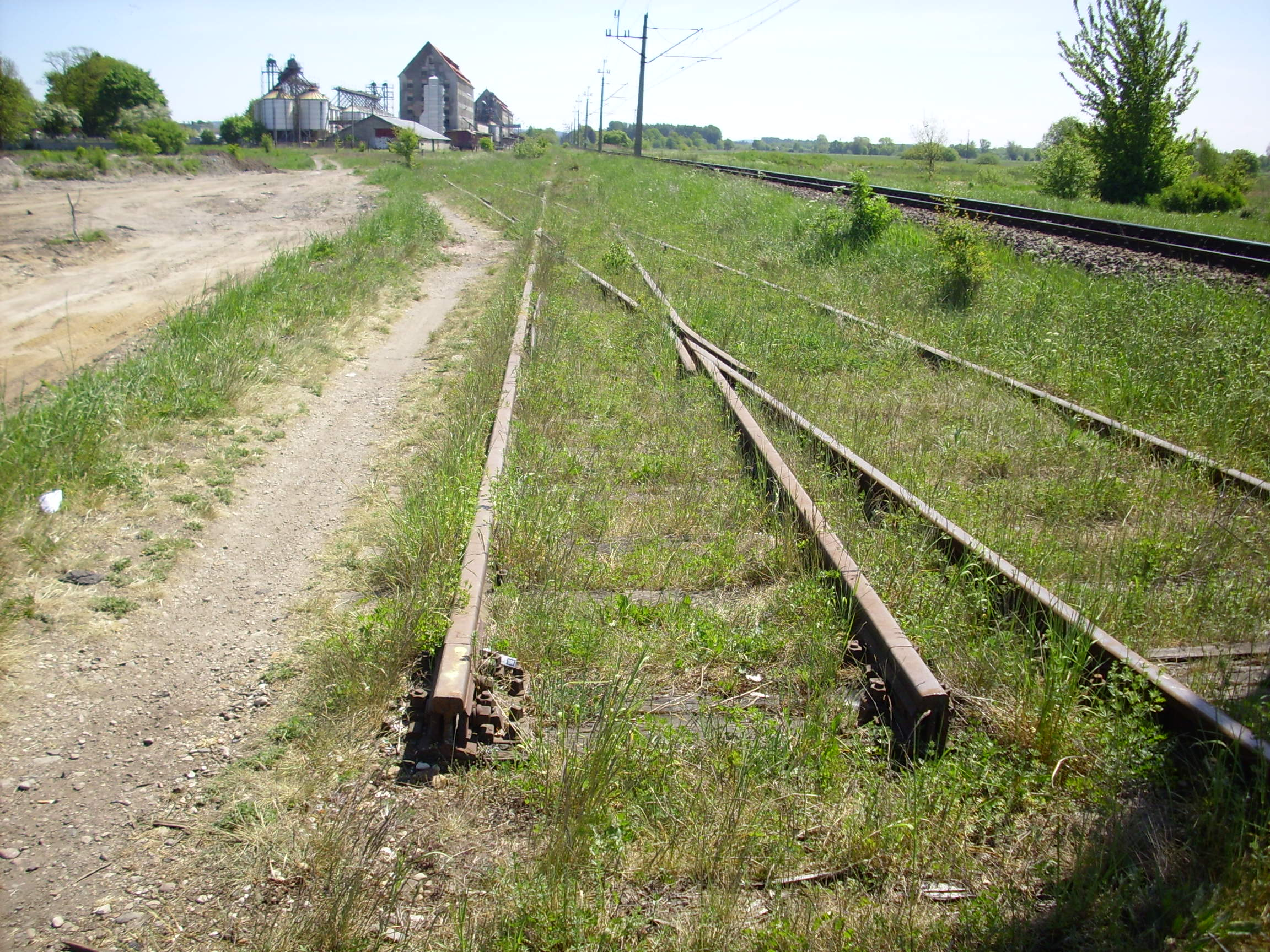
Białogard. Resztki wąskich torów równoległych do normalnotorowej linii nr 404 (2008)